# تورم نمره
تورم نمره به دو معنا مورد استفاده قرار می‌گیرد: (۱) آسان گرفتن در نمره دهی:
دادن نمره‌های بالاتر از آنچه دانش آموزان استحقاقش را دارند که باعث می‌شود میانگین نمرات داده شده به دانش آموزان بالاتر برود و (۲) گرایش به دادن نمره‌های بالاتر به‌طور تصاعدی به کاری که پیشتر نمره‌های کمتری می‌گرفته.
تورم نمره از مسایل مورد بحث در نظام آموزشی آمریکا، بریتانیا، هند، کره جنوبی است.